# Shah Rukh Khan
Shah Rukh Khan (Nova Deli, 2 de novembro de 1965), também conhecido como SRK, é um ator, dançarino, produtor e apresentador indiano. Também chamado de "King Khan", o "Rei de Bollywood" já produziu por volta de 70 filmes em hindi. É considerado por muitos como o melhor ator indiano de todos os tempos, e é também um dos atores mais bem sucedidos do cinema: faturou ao longo de sua carreira mais de US$ 600 milhões.

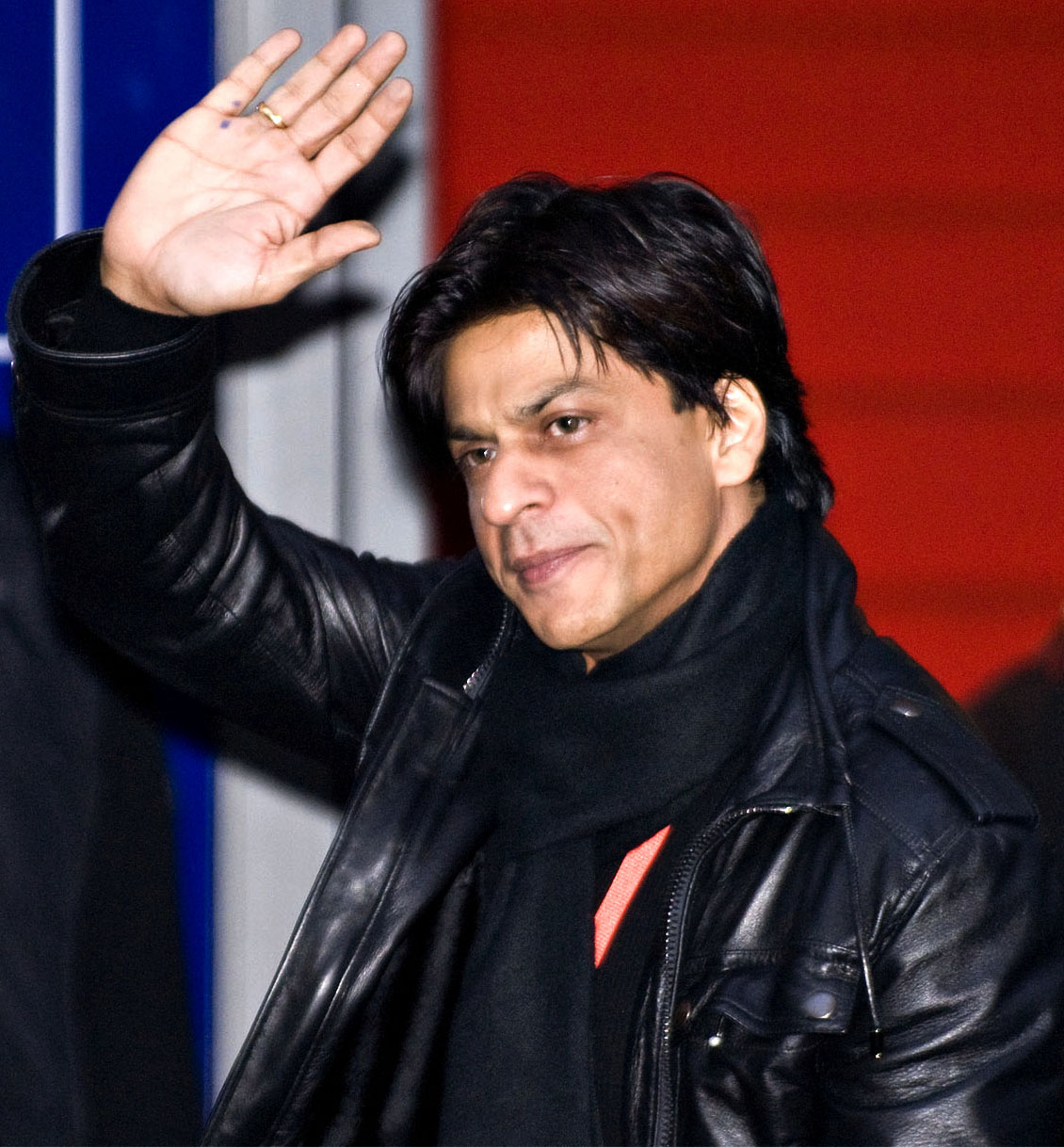
Shah Rukh Khan no Festival de Berlim de 2008.

Khan iniciou sua carreira aparecendo em várias séries no final dos anos 80. Sua estreia no cinema foi com o filme Deewana (1992), e, desde então, participou de inúmeros filmes de sucesso e foi aclamado pela crítica por suas performances. Shahrukh ganhou catorze Filmfare Awards por seu trabalho em filmes indianos, dos quais oito são da categoria de Melhor Ator, um recorde. Em 2005, o governo da Índia o honrou com o prêmio Padma Shri por suas contribuições para o cinema indiano.
Alguns filmes de Khan, como Dilwale Dulhania Le Jayenge (1995), Kuch Kuch Hota Hai (1998), Chak De! India (2007) e Rab Ne Bana Di Jodi (2008) continuam sendo um dos maiores sucessos de Bollywood, enquanto filmes como Kabhi Khushi Kabhie Gham... (2001), Kal Ho Naa Ho (2003), Veer-Zaara (2004), Kabhi Alvida Naa Kehna (2006) e My Name Is Khan (2010) foram os filmes de maior bilheteria do cinema indiano no exterior, tornando-o um dos mais bem-sucedidos atores da Índia. Khan esteve em destaque em 2012 no drama romântico do realizador Yash Chopra Jab Tak Hai Jaan ao lado das atrizes Katrina Kaif e Anushka Sharma. Ele serviu como quarta colaboração entre Chopra e Khan, a primeira volta como diretor, depois de oito anos em Veer -Zaara, que lançou em 2004, e acabou por se tornar última direção de Chopra antes de sua morte em 21 de outubro de 2012. O filme recebeu críticas mistas positivas de críticos na Índia e críticas positivas dos críticos estrangeiros. Jab Tak Hai Jaan passou a se tornar um dos filmes de maior bilheteria de todos os tempos de Bollywood na Índia e no exterior e foi declarado um "blockbuster mundial", com receita de mais de 2.110 milhões. O filme foi apresentado na o 2012 Festival Internacional de Cinema de Marrakech, em Marrocos. Por sua atuação no filme, Khan foi indicado para o prêmio Filmfare de Melhor Ator.
A partir de janeiro de 2013, ira destacar um filme de filme comédia, romance de Rohit Shetty Chennai Express ao lado de  Deepika Padukone.

## Filmografia (selecionada)

### Como ator
| Ano  | Filme                                       | Papel                               | Notas                                                                  |
| ---- | ------------------------------------------- | ----------------------------------- | ---------------------------------------------------------------------- |
| 1992 | Deewana                                     | Raja Sahai                          | Filmfare Award de melhor debut masculino                               |
| 1992 | Idiot                                       | Pawan Raghujan                      |                                                                        |
| 1992 | Chamatkar                                   | Sunder Srivastava                   |                                                                        |
| 1992 | Raju Ban Gaya Gentleman                     | Raju (Raj Mathur)                   |                                                                        |
| 1992 | Dil Aashna Hai                              | Karan                               |                                                                        |
| 1993 | Maya Memsaab                                | Lalit Kumar                         |                                                                        |
| 1993 | King Uncle                                  | Anil Bhansal                        |                                                                        |
| 1993 | Baazigar                                    | Ajay Sharma/Vicky Malhotra          | Filmfare Award de Melhor Ator                                          |
| 1993 | Darr                                        | Rahul Mehra                         |                                                                        |
| 1993 | 1994 Kabhi Haan Kabhi Naa                   | Sunil                               | Filmfare Critics Award de Melhor Performance                           |
| 1994 | Anjaam                                      | Vijay Agnihotri                     | Filmfare Award de Melhor Vilão                                         |
| 1995 | Karan Arjun                                 | Arjun Singh/Vijay                   | Protagonista                                                           |
| 1995 | Zamana Deewana                              | Rahul Malhotra                      |                                                                        |
| 1995 | Guddu                                       | Guddu Bahadur                       |                                                                        |
| 1995 | Oh Darling! Yeh Hai India!                  | Hero                                |                                                                        |
| 1995 | Dilwale Dulhania Le Jayenge                 | Raj Malhotra                        | Filmfare Award de Melhor Ator                                          |
| 1995 | Ram Jaane                                   | Ram Jaane                           |                                                                        |
| 1995 | Trimurti                                    | Romi Singh                          |                                                                        |
| 1996 | English Babu Desi Mem                       | Vikram/Hari/Gopal Mayur             |                                                                        |
| 1996 | Chaahat                                     | Roop Rathore                        |                                                                        |
| 1996 | Army                                        | Arjun                               | Convidado especial                                                     |
| 1996 | Dushman Duniya Ka                           | Badru                               |                                                                        |
| 1997 | Gudgudee                                    |                                     | Participação especial                                                  |
| 1997 | Koyla                                       | Shankar                             |                                                                        |
| 1997 | Yes Boss                                    | Rahul Joshi                         |                                                                        |
| 1997 | Pardes                                      | Arjun Saagar                        | Protagonista                                                           |
| 1997 | Dil To Pagal Hai                            | Rahul                               | Filmfare Award por Melhor Ator                                         |
| 1998 | Duplicate                                   | Bablu Chaudhry/Manu Dada            | Protagonista                                                           |
| 1998 | Achanak                                     | Ele mesmo                           | Participação especial                                                  |
| 1998 | Dil Se                                      | Amarkant Varma                      |                                                                        |
| 1998 | Kuch Kuch Hota Hai                          | Rahul Khanna                        | Filmfare Award de Melhor Ator                                          |
| 1999 | Baadshah                                    | Raj Heera/Baadshah                  |                                                                        |
| 2000 | Phir Bhi Dil Hai Hindustani                 | Ajay Bakshi                         |                                                                        |
| 2000 | Hey Ram                                     | Amjad Ali Khan                      |                                                                        |
| 2000 | Josh                                        | Max                                 |                                                                        |
| 2000 | Har Dil Jo Pyar Karega                      | Rahul                               | Participação especial                                                  |
| 2000 | Mohabbatein                                 | Raj Aryan Malhotra                  | Filmfare Critics Award de Melhor Performance                           |
| 2000 | Gaja Gamini                                 | Ele mesmo                           | Participação especial                                                  |
| 2001 | One 2 Ka 4                                  | Arun Verma                          |                                                                        |
| 2001 | Asoka                                       | Asoka                               | Protagonista                                                           |
| 2001 | Kabhi Khushi Kabhie Gham...                 | Rahul Raichand                      | Protagonista                                                           |
| 2002 | Hum Tumhare Hain Sanam                      | Gopal                               |                                                                        |
| 2002 | Devdas                                      | Devdas Mukherjee                    | Filmfare Award de Melhor Ator                                          |
| 2002 | Shakti: The Power                           | Jaisingh                            | Participação especial                                                  |
| 2002 | Saathiya                                    | Yeshwant Rao                        | Participação especial                                                  |
| 2003 | Chalte Chalte                               | Raj Mathur                          | Protagonista                                                           |
| 2003 | Kal Ho Naa Ho                               | Aman Mathur                         | Protagonista                                                           |
| 2004 | Yeh Lamhe Judaai Ke                         | Dushant                             |                                                                        |
| 2004 | Main Hoon Na                                | Maj. Ram Prasad Sharma              | Protagonista                                                           |
| 2004 | Veer-Zaara                                  | Veer Pratap Singh                   | Protagonista                                                           |
| 2004 | Swades                                      | Mohan Bhargava                      | Filmfare Award de Melhor Ator                                          |
| 2005 | Kuch Meetha Ho Jaaye                        | Ele mesmo                           | Participação especial                                                  |
| 2005 | Kaal                                        |                                     | Participação especial na música "Kaal Dhamaal"                         |
| 2005 | Silsilay                                    | Sutradhar                           | Participação especial                                                  |
| 2005 | Paheli                                      | Kishenlal/The Ghost                 | Protagonista                                                           |
| 2005 | The Inner and Outer World of Shah Rukh Khan | Ele mesmo                           | Documentário dirigido por um britânico e o diretor Nasreen Munni Kabir |
| 2006 | Alag                                        |                                     | Participação especial na música "Sabse Alag"                           |
| 2006 | Kabhi Alvida Naa Kehna                      | Dev Saran                           | Protagonista                                                           |
| 2006 | Don: The Chase Begins Again                 | Vijay/Don                           | Asian Film Award de Melhor Ator                                        |
| 2006 | I See You                                   |                                     | Participação especial na música "Subah Subah"                          |
| 2007 | Chak De! India                              | Kabir Khan                          | Filmfare Award de Melhor Ator                                          |
| 2007 | Heyy Babyy                                  | Raj Malhotra                        | Participação especial na música "Mast Kalandar"                        |
| 2007 | Om Shanti Om                                | Om Prakash Makhija/ Om Kapoor       | Protagonista                                                           |
| 2008 | Krazzy 4                                    |                                     | Participação especial na música "Break Free"                           |
| 2008 | Bhoothnath                                  | Aditya Sharma                       | Participação especial                                                  |
| 2008 | Rab Ne Bana Di Jodi                         | Surinder Sahni/Raj                  | Protagonista                                                           |
| 2008 | Kismat Konnection                           | Narrador                            |                                                                        |
| 2009 | Luck by Chance                              | Ele mesmo                           | Convidado                                                              |
| 2009 | Billu                                       | Sahir Khan                          | Participação especial                                                  |
| 2010 | Dulha Mil Gaya                              | Pawan Raj Gandhi (PRG)              | Participação especial                                                  |
| 2010 | My Name Is Khan                             | Rizwan Khan                         | Filmfare Award de Melhor Ator                                          |
| 2010 | Shahrukh Bola Khoobsurat Hai Tu             | Ele mesmo                           | Convidado especial                                                     |
| 2011 | Always Kabhi Kabhi                          |                                     | Participação especial na música "Antenna"                              |
| 2011 | Ra.One                                      | G.One                               | Protagonista                                                           |
| 2011 | Don 2: The Chase Continues                  | Don                                 | Protagonista                                                           |
| 2012 | Jab Tak Hai Jaan                            | Samar                               | Protagonista                                                           |
| 2013 | Chennai Express                             | Rahul                               | Protagonista                                                           |
| 2014 | Happy New Year                              | Charlie                             | Protagonista                                                           |
| 2015 | Dilwale                                     | Raj                                 | Protagonista                                                           |
| 2016 | Fan                                         | Aryan Khanna                        | Protagonista                                                           |
| 2016 | Dear Zindagi                                | Dr. Jehangir Khan                   | Protagonista                                                           |
| 2017 | Raees                                       | Raees Alam                          | Protagonista                                                           |
| 2017 | Jab Harry Met Sejal                         | Harinder Singh                      | Protagonista                                                           |
| 2018 | Zero                                        | Bauua Singh                         | Protagonista                                                           |
| 2019 | Talk Show                                   | Shah Rukh Khan "O Rei de Bollywood" | O próximo convidado com David Letterman                                |
| 2019 | The Zoya Factor                             | Ele mesmo                           | Narrador                                                               |
| 2022 | Rocketry                                    | Lançamento 01 de Julho              | Aparição                                                               |
| 2022 | Laal Singh Chadda                           | Lançamento 01 de Julho              | Aparição                                                               |
| 2022 | Brahmãstra                                  | Lançamento 09 de Setembro           | Aparição                                                               |
| 2022 | Cirkus                                      | Lançamento Christmas                | Aparição                                                               |
| 2023 | Pathaan                                     | Lançamento 25 de Janeiro            | Protagonista                                                           |
| 2023 | Jawan                                       | Lançamento 02 de Junho              | Protagonista                                                           |
| 2023 | Dunki                                       | Lançamento 22 de Dezembro           | Protagonista                                                           |

### Produtor
- Phir Bhi Dil Hai Hindustani (2000)
- Asoka (2001)
- Chalte Chalte (2003)
- Main Hoon Na (2004)
- Kaal (2005)
- Paheli (2005)
- Om Shanti Om (2007)
- Billu (2009)
- Always Kabhi Kabhi (2011)
- Ra.One (2011)

### Participações na televisão
- Dil Dariya (1988)
- Fauji (1988) ... Abhimanyu Rai
- Doosra Keval (1989) ... Keval
- Circus (1989)
- In Which Annie Gives It Those Ones (1989)
- Kareena Kareena (2004) ... Participação especial
- Kaun Banega Crorepati (2007) ... Apresentador
- Kya Aap Paanchvi Pass Se Tez Hain? (2008)  .... Apresentador
- Zor Ka Jhatka: Total Wipeout (2011) ... Apresentador